# Martin Ontrop
Martin Ontrop (* 28. Oktober 1963 in Hamm) ist ein deutscher Schauspieler.

## Biografie
Martin Ontrop wuchs in seiner Geburtsstadt Hamm/Westfalen auf, wo sich die gesamte Familie an der dortigen Waldbühne Heessen engagierte. Nach dem Abitur studierte er zunächst an der TU – Berlin BWL, bevor er sich der Schauspielerei zuwandte. 1989 schloss Martin Ontrop seine 1985 begonnene schauspielerische Ausbildung an der Hochschule für Musik und Theater Hannover mit dem Diplom ab. Nachdem er bereits 1987 und 1988 auf den Bühnen des Staatstheaters Braunschweig und der Niedersächsischen Staatsoper Hannover gestanden hatte, nahm Martin Ontrop von 1989 bis 1992 ein Engagement am Nationaltheater Mannheim an. Weitere Stationen seiner Bühnenlaufbahn waren u. a. das Theater an der Winkelwiese in Zürich, von 1993 bis 1995 die Münchner Schauburg, das Bayerische Staatsschauspiel, in der Spielzeit 1996/97 das Niedersächsische Staatstheater Hannover, danach das Theater Erlangen, in Berlin das Maxim-Gorki-Theater und die Tribüne, das Staatstheater Nürnberg und die Hamburgische Staatsoper.
Seit Ende der 1990er Jahre ist Martin Ontrop auch Film- und Fernsehschauspieler. Er spielte Gastrollen in den Serien Rosa Roth, Der Ermittler und Die Rosenheim-Cops. 2013 war er in der deutsch-US-amerikanischen Produktion Die Bücherdiebin zu sehen, ferner in dem 2009 mit dem Deutschen Filmpreis ausgezeichneten Spielfilm Was am Ende zählt und dem Jugendfilm Hanni & Nanni 2, der 2012 mit dem Goldenen Spatz prämiert wurde. Mehrfache Auftritte hatte Martin Ontrop im Tatort und in der Serie SOKO Leipzig. In dem Fernsehfilm Katharina Luther (2017) war er als Lukas Cranach zu sehen.
2017 zog Martin Ontrop mit seiner Familie nach Lima/Peru, wo er am Colegio Alexander von Humboldt als Theaterlehrer arbeitete. 2018/19 schrieb er das Libretto für das Musical La Gran Travesia zum 250-jährigen Jubiläum Alexander v. Humboldts und führte 2019 in gleichnamiger Produktion auch die Regie.
Seit 2020 lebt und arbeitet er wieder in Berlin.

## Filmografie (Auswahl)
- 1997: Der Skorpion
- 1998: Der König von St. Pauli (6. Teil)
- 1998: Die menschliche Bombe
- 1999: Bang Boom Bang – Ein todsicheres Ding
- 2000: Samt und Seide
- 2000: Im Namen des Gesetzes – Herzraub
- 2000: Eine Handvoll Glück
- 2002: Was nicht passt, wird passend gemacht
- 2003: Die Cleveren – Reine Welt
- 2003: Rosa Roth – Die Gedanken sind frei
- 2003: In der Höhle der Löwin
- 2004: Alphateam – Die Lebensretter im OP (Folge 219)
- 2004: Doppelter Einsatz – Harte Bandagen
- 2004: Oegeln
- 2005: Der Ermittler – Eiskalter Mord
- 2005: Dein Herz in meinem Hirn
- 2005: In aller Freundschaft – Durch den Wind
- 2005: München
- 2005: SOKO Wismar – La Paloma
- 2005: Tatort – Requiem
- 2006: Die Wache – Zahn um Zahn
- 2006: Polizeiruf 110 – Matrosenbraut
- 2006: Die Sitte – Machtspiele
- 2007: Was am Ende zählt
- 2007: GG 19 – Deutschland in 19 Artikeln (Artikel 13)
- 2007: R.I.S. - Die Sprache der Toten – Tödliche Grüße
- 2007: Jakobs Bruder
- 2007: Notruf Hafenkante – Seitensprung
- 2007: Tatort – Bienzle und sein schwerster Fall
- 2007: Der Kronzeuge
- 2008: In letzter Sekunde
- 2008: In aller Freundschaft – Wink des Schicksals
- 2008: Plötzlich Papa – Einspruch abgelehnt! – Kampf um Fanny
- 2009: SOKO Leipzig – Mordsache Jugendklub
- 2009: In aller Freundschaft – Wenn eine Tür zufällt
- 2009: Die Rosenheim-Cops – Drei Sterne und ein Todesfall
- 2009: Eine Liebe in St. Petersburg
- 2010: SOKO Wismar – Schusslinie
- 2010: SOKO Leipzig – Swinging Leipzig
- 2011: Inspektor Barbarotti – Verachtung
- 2011: Tatort – Nasse Sachen
- 2011: Notruf Hafenkante – Stolperfalle
- 2012: SOKO Stuttgart – Kleine Kreuzfahrt
- 2012: Hanni & Nanni 2
- 2012: Ein Fall für zwei – Mord im Taunus
- 2013: Die Bücherdiebin
- 2014: SOKO Köln – Flucht in den Tod
- 2014: Josephine Klick – Allein unter Cops – Strich
- 2014: In aller Freundschaft – Scherbengericht
- 2014: Tatort – Das Muli
- 2014: Ich bin dann mal weg
- 2015, 2025: SOKO Leipzig – Erlösung, Plan C
- 2017: Katharina Luther
- 2020: Ein Leben lang
- 2021: In aller Freundschaft – Beziehungsstatus kompliziert
- 2021: Eldorado KaDeWe – Jetzt ist unsere Zeit
- 2022: WaPo Berlin – Die 23 mit Koriander
- 2022: Auris
- 2022: SOKO Wismar – Das größere Übel
- 2024: Großstadtförsterin – Berliner Besonderheiten